# Symphonie no 6 de Sessions
Pour les articles homonymes, voir Symphonie no 6.
 (décembre 2023).
Si vous disposez d'ouvrages ou d'articles de référence ou si vous connaissez des sites web de qualité traitant du thème abordé ici, merci de compléter l'article en donnant les références utiles à sa vérifiabilité et en les liant à la section « Notes et références ».
La Symphonie no 6 de Roger Sessions a été composée en 1966, en utilisant la technique dodécaphonique. C'est une commande de l'état du New Jersey et de l'Orchestre symphonique du New Jersey.
La création le 19 novembre 1966 à Newark (New Jersey) a été un désastre, avec le finale encore inachevé et le premier mouvement joué en guide de finale; la première exécution complète a été faite par le Juilliard Orchestra en mars 1977. La symphonie a été publiée en 1976.

## Structure
La symphonie comporte trois mouvements.
1. Allegro
2. Adagio e tranquillo
3. Allegro moderato

Durée : environ 18 minutes

## Orchestration
| Instrumentation de la Symphonie n° 6                                          |
| Bois                                                                          |
| 3 flûtes, 3 hautbois, 4 clarinettes, 3 bassons                                |
| Cuivres                                                                       |
| 4 cors, 2 trompettes, 3 trombones, 1 tuba                                     |
| Percussions                                                                   |
| timbales, piano                                                               |
| Cordes                                                                        |
| premiers violons, seconds violons, altos, violoncelles, contrebasses, 1 harpe |